# Pastoralni posjeti pape Franje
Popis pastoralnih posjeta pape Franje izvan Italije.

## 2013.

### Brazil(22.–29. srpnja2013.)
Papa Franjo je na Cvjetnicu 2013. u Vatikanu najavio svoje putovanje na Svjetski dan mladih u srpnju u Rio de Janeiro.
Na misi na plaži Copacabana je bilo oko 3,5 milijuna, te oko 2 milijuna mladih na molitvenom bdijenju. Na misi su sudjelovali i brazilska predsjednica Dilma Rousseff, argentinska predsjednica Cristina Kirchner i bolivijski predsjednik Evo Morales.

## 2014.

### Izrael,JordaniPalestina(24.–26. svibnja2014.)
Papa Franjo je za vrijeme putovanja posjetio Amman, Betlehem i Jeruzalem. Putovanje je najavio tijekom nedjeljnog Angelusa 5. siječnja 2014. Papa je stigao u Jordan 24. svibnja, a nakon sastanka s kraljem Abdullahom II., slavio misu u Ammanu. Papa Franjo se na kraju putovanja sastao s carigradskim pravoslavnim patrijarhom Bartolomejom u Bazilici Svetog Groba u Jeruzalemu.

### Južna Koreja(14.–18. kolovoza2014.)
Papa Franjo je stigao u Seul 14. kolovoza povodom šestog po redu azijskog dan mladih. Po dolasku, Franjo se pozdravio s južnokorejskim predsjednikom Park Geun-Hyeom. Nakon toga, Franjo je održao je privatni sastanak s obiteljima žrtava nesreće trajekta MV Sewol-a. Kasnije je održao govor na engleskom jeziku, njegov prvi kao papa. 15. kolovoza održao je misu pred 50.000 vjernika. 16. kolovoza pred oko 800.000 ljudi beatificirao je 124 korejska mučenika.

### Albanija(21. rujna2014.)
Papa Franjo je najavio u svom Angelus 15. lipnja 2014. svoj jednodnevni posjet gradu Tirani u Albaniji. Papa je rekao kako želi odati počast žrtvama totalitarnog režima Envera Hohxe. Tijekom svog boravka susreo se s albanskim predsjednikom Bujarom Nishanijem te slavio misu na Trgu Majke Tereze u Tirani. Tamo se susreo s vjerskim vođama, uključujući i one muslimanske, pravoslavne, židovske i protestantske vjeroispovijesti.

### Francuska(25. studenog2014.)
Papa Franjo je napravio četverosatni posjet Francuskoj, najkraći ikada, kako bi se u Strasbourgu 25. studenoga 2014. godine, obratio Europskom parlamentu i Vijeću Europe osvrćući se na dostojanstven tretman imigranata koji dolaze ilegalno u Europu te tražeći bolje uvjeti za radnike.

### Turska(28.–30. studenog2014.)
Papa Franjo prihvatio poziv turskog predsjednika Erdogan rujnu 2014. Ovaj poziv je također došao i od patrijarha Bartolomej kako bi obilježili blagdan svetog Andrije. Nakon dolaska papa je položio vijenac na spomenik Mustafe Kemala Ataturka. Papa je zatim otputovao do predsjedničke palače, gdje se sastao s predsjednikom Erdoganom. Sljedeći dan, Franjo je posjetio Plavu džamiju. Posjet je završio liturgijom u crkvi Svetog Jurja u Istanbulu.

## 2015.

### Šri LankaiFilipini(13.–19. siječnja2015.)
Papa Franjo stigao je u Šri Lanku u utorak gdje su ga dočekali predsjednik Šri Lanke Maithripala Sirisena, kardinal Malcolm Ranjith i ostali dužnosnici. Sljedeći dan je papa održao misu kanonizacije Josipa Vaza. Kanonizacija je čin kojim Katolička Crkva preminulu osobu proglasi svecem. Josip Vaz (1651. – 1711.) bio je misionar na otoku koji je postao prvi svetac na Šri Lanki.
Nakon dolaska 15. siječnja na drugo odredište svojega apostolskog putovanja u Aziju, Manilu, papa Franjo je dobio vrlo topao doček od strane predsjednika Benigno Aquina te kardinal Manile Louis Antonio Tagle. Drugog dana posjeta Filipinima, 16. siječnja, papa Franjo susreo se s filipinskim vlastima i diplomatskim zborom u Manili. Na kraju višednevnog pohoda Filipinima, 18. siječnja u Manili u popodnevnim satima papa Franjo je u parku Rizal predvodio euharistijsko slavlje. Unatoč kiši koja je neumorna padala, misi je nazočilo čak šest milijuna Filipinaca čime su oboreni rekordi koje su postavili sv. Ivan Pavao II. i Benedikt XVI.

### Bosna i Hercegovina(6. lipnja2015.)
Papa Franjo iz rimske zračne luke Fiumicino krenuo je u 7:30 sati ujutro. Zrakoplov s papom i brojnom delegacijom iz Vatikana sletio je sarajevski aerodrom u 08:57. Papu su dočekali višečlana delegacija predvođena članom Predsjedništva BiH, nadbiskupom vrhbosanskim kardinalom Vinkom Puljićem i apostolskim nuncijem Luigijem Pezzutom. Na dočeku je bilo i 144 mališana u narodnim nošnjama iz cijele BiH. Nakon toga papa odlazi pred zgradu Predsjedništva BiH gdje su nakon intoniranja himni Vatikana i BiH održani službeni razgovori. Nakon puštanja bijelih golubica papa je ušao u papamobil i krenuo prema Koševu. U 11 sati je papa Franjo stigao na Koševo gdje ga je dočekalo oko 70.000 vjernika. Prije svete mise gradonačelnik Sarajeva Ivo Komšić je predao Ključ Grada papi Franji. Oko 13:00 sati, po završetku mise, papa se uputio k Apostolskoj nuncijaturi. Nakon mise i ručka, papa odlazi u Katedralu Srca Isusova. U katedrali se susreo s brojnim svećenicima, redovnicama, bogoslovima i sjemeništarcima te održao prigodan govor. Nakon toga uslijedio je odlazak prema Franjevačkom međunarodnom studentskom centru gdje je održan ekumenski i međureligijski susret. Nakon završetka susreta, papa se upućuje prema Nadbiskupijskom centru gdje je prije susreta s mladima otkrio spomen-ploču u čast Ivana Pavla II. Ispred centra se okupilo oko 4.500 mladih. Oko 20:40 papa je poletio avionom sa sarajevskog aerodroma.

### Bolivija,EkvadoriParagvaj(5.–13. srpnja2015.)
Sveta Stolica je u svibnju 2015. godine objavila kako će papa Franjo posjetiti Boliviju u srpnju 2015., kao i druge dvije južnoameričke zemlje, Ekvador i Paragvaj. prema rasporedu papa je bio u Ekvadoru od 5. do 8. srpnja, Boliviji od 8. do 10. srpnja i Paragvaju od 10. do 12. srpnja 2015. Njegov povratak u Rim bio je predviđen za 13. srpnja 2015. Njegova posljednja misa u Ekvadoru privukla je oko 1,5 milijuna ljudi.

### KubaiSAD(19.–27. rujna2015.)
22. travnja je potvrđeno kako će papa posjetiti i Kubu na putu u SAD. Papa Franjo doputovao je na samom početku posjeta pozvao na normalizaciju odnosa između Kube i SAD-a. Papa je održao i misu na Trgu revolucije u Havani. Papa je u utorak, 22. rujna, stigao u SAD, postavši tako četvrti papa koji je posjetio tu zemlju. U srijedu, 23. rujna, papa se sastao s predsjednikom Barackom Obamom u Bijeloj kući. Isti dan je u SAD-u kanoniziran sv. Junípero Serra. U petak, 25. rujna, papa se obratio Generalnoj skupštini Ujedinjenih naroda. Posjet je zaključen 27. rujna 2015.

### Kenija,UgandaiSrednjoafrička Republika(25.–30. studenog2015.)
Papa Franjo je izjavio, na povratku iz Filipina, kako će posjetiti Afriku krajem 2015. godine, a spominje Srednjoafričku Republiku i Ugandu kao vjerojatno središta.
U srijedu, 25. studenog, papa Franjo je stigao na aerodrom u Nairobiju, gdje su ga pozdravili pripadnici Vlada Kenije, na čelu s predsjednikom Uhuruom Kenyattom te brojnim katoličkim biskupim, na čelu s kardinalom Johnom Njueom. 26. studenog papa Franjo je krenuo na kampus Sveučilišta u Nairobiju, gdje je proslavio svoj prvu papinsku misu u Africi s oko 1,4 milijuna ljudi. 27. studenog papa dolazi u Ugandu. 28. studenog je slavio misu s oko 1,5 do 2 milijuna ljudi. 30. studenog papa dolazi u Srednjoafričku Republiku gdje je otvorio Sveta vrata u katedrali u Banguju.

## Nadolazeće posjete

### 2016.

#### KubaiMeksiko(12.–18. veljače2016.)
Papa Franjo je 7. lipnja 2014. prihvatio poziv za posjet Meksiku od meksičkog predsjednika Enriquea Peña Nietoa.

#### Argentina,ČileiUrugvaj(srpanj2016.)
Franjo će posjetiti svoj narod i dvije susjedne zemlje u čast 200 godina od argentinske deklaracije o neovisnosti. Datum je također odabran da bude nakon predsjedničkih izbora 2015., kako bi se izbjeglo uplitanje s izborima.

#### Poljska(25.–31. srpnja2016.)
Papa Franjo će posjetiti Krakow od 25. do 31. srpanj u povodu Svjetskog dana mladih 2016. To je najavio 2013. na kraju prethodnog događaja.

#### Armenija,GruzijaiAzerbajdžan(rujan2016.)
Predsjednik Armenije Serž Sargsjan uputio je službeni poziv papi Franji da posjeti Armeniju 2015., koji je Papa spremno prihvatio. Kasnije je potvrđeno kako će Papa posjetiti Armeniju nekada 2016. godine. Posjet je prvotno trebao biti održan u travnju, ali je u veljači 2016. godine objavljen novi potencijalni datum u rujnu kako bi posjetio i Azerbajdžan i Gruziju.

#### Švedska(31. listopada2016.)
U siječnju 2016., izvori su izvijestili kako će papa Franjo prisustvovati u Švedskoj na obilježavanju 500. godišnjice protestantske reformacije. 25. siječnja 2016. je objavljeno kako će papino putovanje u zemlju na komemoracije biti jednodnevni posjet.

#### Malta(2016.)
Predsjednica Malte Marie Louise Coleiro Preca je uputila službeni poziv papi da posjeti Maltu. Potvrđeno je 2015. kako će papa posjetiti Maltu negdje 2016. godine.

### 2017.

#### Brazil(2017.)
Prije nego što je otišao u Brazil, na svjetski dan mladih 2013., Papa je najavio da će posjetiti Brazil 2017. godine u spomen na 300. obljetnicu ukazanja Gospe od Aparecide.

#### Portugal(svibanj2017.)
Biskup Antonio Marto je obavio 25. travnja 2015. kako će papa posjetiti Fatimu u Portugalu. Također postoji mogućnost da papa proglasi blaženima Franju i Jacintu Marto.

#### Kolumbija(2017.)
Papa Franjo navodno namjerava posjetiti Kolumbiju. Vjerovalo se kako će je posjeti tijekom 2015. godine za vrijeme turneje Latinskom Amerikom, ali je otkrio da će se pojaviti nekom drugom prilikom u budućnosti. U siječnju 2016., objavljeno je kako je mogući datum posjete negdje oko 2017.

#### Indonezija(kolovoz2017.)
Papa Franjo će posjetiti Indoneziju povodom azijskog dana mladih prema Glavnom tajniku indonezijske biskupske konferencije, nadbiskupu Johannesu Pujasumartu. Službene detalje nisu još izdani.

### 2018.

#### Češka(svibanj2018.)
Predsjednik Miloš Zeman je objavio kako je papa prihvatio posjet u svrhu ekumenskog susreta s čelnicima pravoslavne crkve. Predsjednik je izjavio kako će posjet biti 2018. godine.

## Neodređeni posjeti

### Meksiko
Papa Franjo je 7. lipnja 2014. godine prihvatio poziv za posjet Meksiku od meksičkog predsjednika Enriquea Peña Nieta. Datum posjeta još nije objavljen.

### Tunis
Franjo je navodno prihvatio poziv od predsjednika Tunisa da posjeti tu zemlju, iako bez određenog datuma.

### Ukrajina
Franjo je potvrdio posjetu Ukrajini, ukrajinskim biskupima u njihovom ad limina posjetu.

### Japan
Premijer Shinzo Abe pozvao je papa u posjet Japanu. Papa je izrazio spremnost da ide tamo.

### Španjolska
Kralj Filip VI. uputio je poziv papi Franji da posjeti Španjolsku 2015. godine. Papa je izrazio želju da posjeti zemlju, ali je potvrđeno da to neće biti 2015. godine, jer se on ne želi miješati u izbore. To je dalo naslutiti da bi se posjet mogao dogoditi 2016.

### Nigerija
Franjo navodno je izrazio želju da posjeti Nigeriju nakon poziva predsjednika Jonathana.

### Irak
Papa Franjo je u studenom 2014. želio posjetiti Irak prema nadbiskupu Bashar Wardau, ali njegovo osoblje nije dopustilo na neko određeno vrijeme.

### Rumunjska
Predsjednik Rumunjske Klaus Iohannis je pozvao papu u posjet Rumunjskoj, što je papa i prihvatio. Datum će biti određen naknadno.

### Hrvatska
Predsjednica Hrvatske je pozvala papu u posjet Hrvatskoj, što je papa i prihvatio, ali datum još nije određen. Postoji mogućnost da će papa kanonizirati blaženog Alojzija Stepinca.

### Egipat
Predsjednik Abdel Fattah el-Sisi je u studenom 2014. pozvao papu u posjetu Egiptu. Papa Teodor II. je također pozvao papu u posjetu. Službeni veleposlanik je predao službeni upit papi u lipnju 2015. godine.

## Buduće papine posjete
- Demokratska Republika Kongo (veljača 2023.)
- Mađarska (20. do 23. travnja 2023.)

Dana 25. kolovoza 2022., na papinoj audijenciji, mađarska predsjednica uputila je službeni poziv papi Franji da posjeti njezinu zemlju i primila uvjeravanja Svetog Oca da namjerava posjetiti Mađarsku “nadamo se” u prvoj polovici 2023. Preporuka kardinala Péter Erdő bila je da Papa Franjo posjeti Mađarsku tijekom uskrsne sezone, od 20. do 23. travnja 2023., i trebao bi provesti najmanje tri dana u Mađarskoj, posjetite mlade na katoličkim sveučilištima u gradovima Budimpešta, Eger i Szeged, i na kraju će slaviti posljednju misu u Esztergom.
- Portugal (1. do 6. kolovoza 2023.)

Tijekom završne mise za Svjetski dan mladih u Panami 2019. najavljeno je da će se događaj održati u Lisabonu 2023. nakon što je zemlja dala ponudu 2017. da bude domaćin događaja. Papa je ponovio raniju izjavu da će on ili njegov nasljednik prisustvovati. Međutim, 20. travnja 2020. događaj je odgođen za kolovoz 2023.